# Sebastian Firnhaber
Sebastian Firnhaber (Buxtehude, 18 de abril de 1994) es un jugador de balonmano alemán que juega de pívot en el HC Erlangen de la Bundesliga. Es internacional con la selección de balonmano de Alemania.
Su primer gran campeonato con la selección fue el Campeonato Mundial de Balonmano Masculino de 2021.

## Palmarés

### Kiel
- Copa de Alemania de balonmano (2): 2017, 2019
- Copa EHF (1): 2019

## Clubes
| Club        | País     | Año         |
| ----------- | -------- | ----------- |
| THW Kiel    | Alemania | 2016 - 2019 |
| HC Erlangen | Alemania | 2019 - Act. |